# Acapetahua
Acapetahua é um município do estado do Chiapas, no México.Acapetahua é um dos 118 municípios do estado mexicano de Chiapas , o seu nome vem do Nahuatl e é interpretado como "Aqueles que têm Petates Carrizo". Encontra-se ao sul do estado, tem uma área de 358,3 km ² . De acordo com o Segundo Censo da População e Habitação de 2005, o município tem 24.165 habitantes e está envolvida principalmente no setor primário .